# Puerto Ayacucho
Puerto Ayacucho – miasto w Wenezueli, stolica stanu Amazonas. Liczy około 70 000 mieszkańców (1997).

## Położenie i historia
Puerto Ayacucho leży nad rzeką Orinoko, naprzeciwko kolumbijskiej wioski Casuarito. Miasto zostało założone pod koniec XIX w. jako port rzeczny, obsługujący spław towarów rzeką Orinoko. W 1927, decyzją prezydenta Juana Vicente Gómeza, stało się stolicą wenezuelskiego stanu Amazonas. W latach 60. i 70. XX wieku działał tu polski ksiądz Ludwik Wojciech.
Obecnie główną gałęzią gospodarki jest turystyka. Turystów przyciąga dzika przyroda dżungli, możliwość spotkania żyjących tu szczepów Indian, pobliskie góry oraz system rzeczny, z wysokimi wodospadami. Miasto stanowi bazę wypadową i zaopatrzeniową dla takich wypraw. Posiada niewielkie lotnisko, z połączeniami do San Fernando, El Burro, San Félix i Ciudad Bolívar.